# Église Saint-Pierre de Messery
L'église Saint-Pierre de Messery est une église catholique française, située dans le département de la Haute-Savoie, dans la commune de Messery.

## Historique
L’église est érigée entre 1839 et 1841 dans le style néo-classique dit « sarde ». L'ornementation intérieure est réalisée quelques années plus tard en 1873. Le clocher est reconstruit en 1844.